# Končiny (Hořičky)
Končiny jsou malá osada, součást obce Hořičky v okrese Náchod. Nacházejí se asi 1 km na jihozápadně od Hořiček. V roce 2015 zde byly 4 domy. Přístup do osady je možný pouze po polní cestě vedoucí z osady Nový Dvůr. Dominantou nejbližšího okolí osady je věžovitý vodojem.
Končiny leží v katastrálním území Chlístov u Hořiček.